# Нафтова промисловість Еквадору

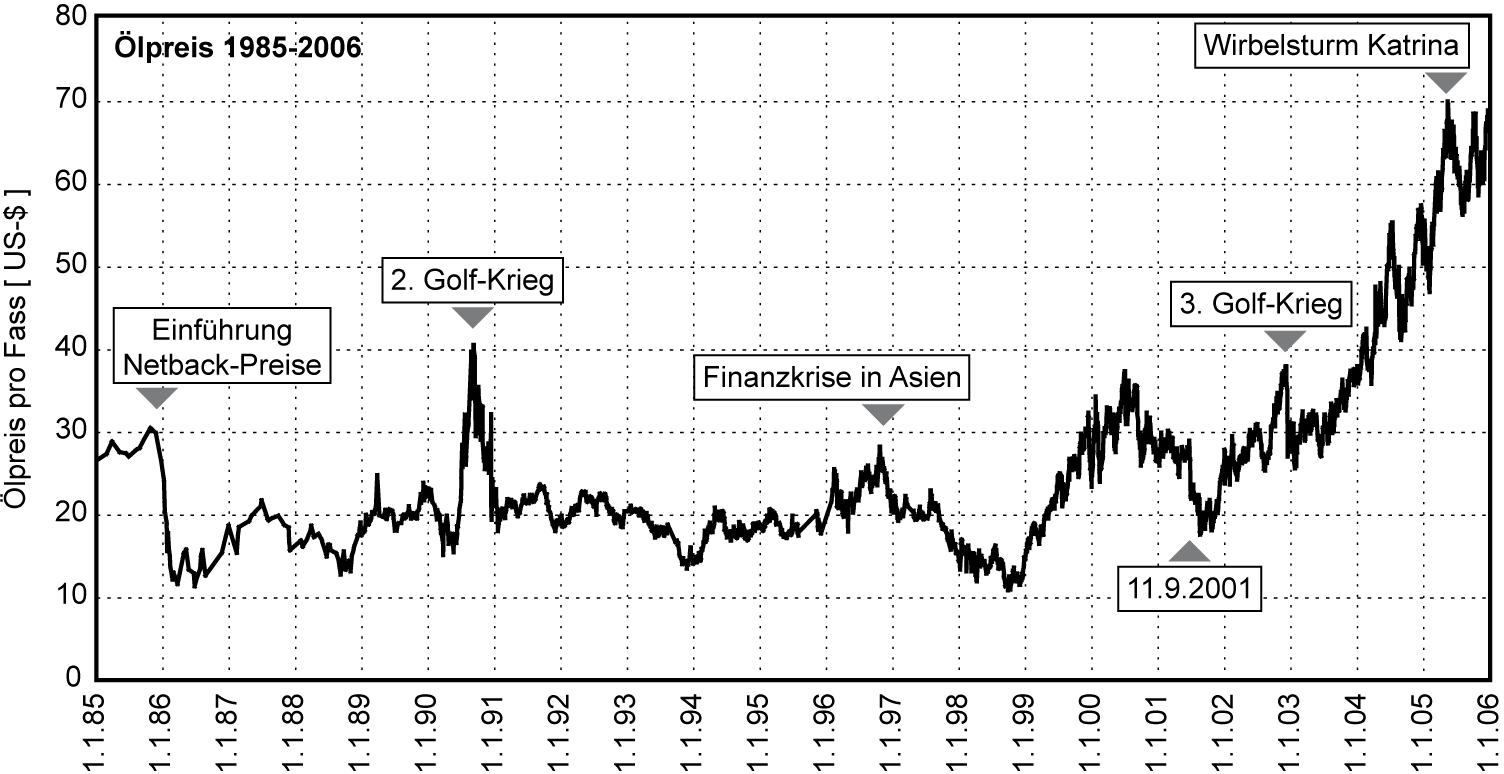
Der Erdölpreis seit 1985

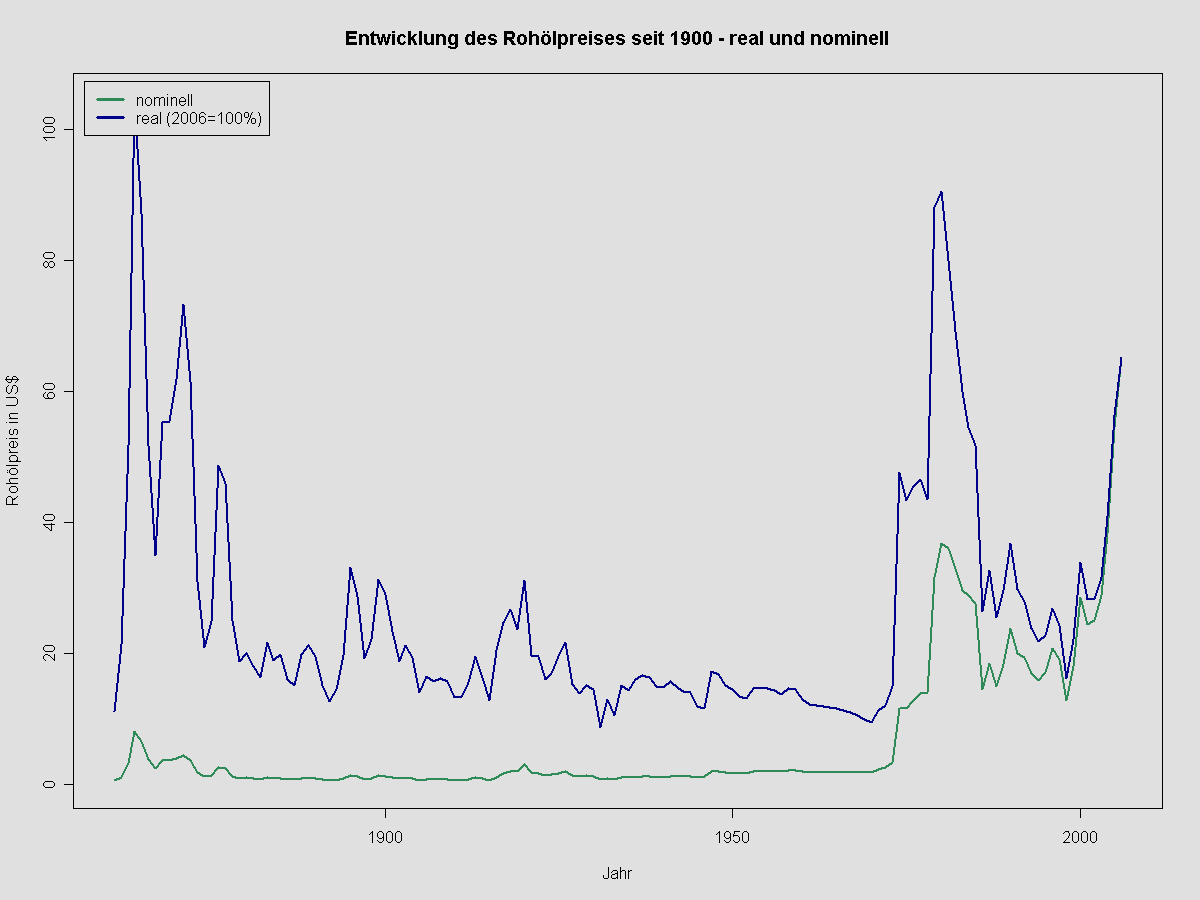
Der Erdölpreis seit 1900

Нафтова промисловість Еквадору — галузь важкої індустрії Еквадору, що включає розвідку нафтових і нафтогазових родовищ, буріння свердловин, видобуток нафти і попутного газу, трубопровідний транспорт нафти.

## Історія розвитку
Перше нафтове родовище в долині Амазонки було відкрите в 1967 американським консорціумом Texaco — Gulf Oil.
У 1971 р. в країні прийнято Закон про вуглеводні, згідно з яким переважне право на розробку нафтових ресурсів повинні одержувати державні компанії.
Еквадор — член ОПЕК. На базі створеної американськими компаніями інфраструктури створена державна нафтова компанія CEPE, яка у 1989 р. перетворена на PetroEcuador.
З різким зростанням цін на нафту в 1970-і роки переваги Еквадору — вихід до океану і близькість до американського ринку — дозволили різко збільшити доходи держави — з $43 млн в 1971 до $350 млн в 1974. Доходи від нафти дозволяли вести боротьбу з бідністю і одночасно розвивати промисловість.
Зниження цін на нафту в другій половині 1980-х негативно вплинуло на розвиток галузі. Для виходу з ситуації було вирішено збільшити видобуток нафти, що зажадало від країни вийти з ОПЕК на початку 1990-х. Зростання видобутку, проте, збіглося з тривалим періодом низьких цін на нафту. Обвал цін на нафту в 1998 викликав фінансову кризу. До 1999 р. Еквадор оголосив дефолт по зовнішніх боргах. Для порятунку економіки Еквадор звернувся за допомогою до МВФ, а на початку 2000 р. американський долар замінив сукре як національну валюту. У цих умовах не маючи достатніх засобів на розвиток нафтової галузі, держава стала поступатися своїм місцем іноземним компаніям.
Незадоволені політикою уряду, індійці почали в деяких районах озброєний опір розробкам нафти і будівництву трубопроводів. До сьогодні нафтова промисловість Еквадору і політичний процес у країні тісно переплетені.